# Плезент, Стенли
Стенли Плезент (англ. Stanley Plesent; 4 ноября 1925, Нью-Йорк, Нью-Йорк — 27 января 2022, Нью-Рошелл, Нью-Йорк) — американский адвокат и общественный деятель, сын Израиля (Лестера) Плисецкого (англ. Lester Plesent) из рода Плисецких-Мессерер.

## Биография
Стенли Плезент родился в Нью-Йорке в 1925 году, в семье бизнесмена Лестера Плезента (англ. Lester Plesent, 1895—1955) и Мириам Титефски (англ. Miriam Titefsky, 1898—1969). Плезент приходится племянником Михаилу Плисецкому и двоюродным братом Александру, Азарию и Майе Плисецким.
В Америке Израиль Плесецкий взял себе новое имя — Лестер Плезент (англ. Lester Plesent), стал предпринимателем, добился определённого успеха и женился на девушке по имени Мириам (англ. Miriam Titefsky).
Двоим родившимся в семье сыновьям Плезенты дали хорошее образование: Стенли окончил Нью-Йоркский городской колледж в 1948 году, затем юридический факультет Колумбийского университета в 1952 году. Его брат, Мени (англ. Emanuel Plesent), стал известным врачом — психоаналитиком.
Плезент в 1974 году стал Председателем Попечительского Совета Американского театра танца Элвина Эйли. Его адвокатская фирма какое-то время поддерживала Джона Ф. Кеннеди.
Был женат на Глории Губерман (англ. Gloria Guberman), в браке родились четверо детей: дочери Лесли (1955) и Нора (1958) и сыновья Марк (1960) и Джон (1964). 
Стэнли Плесент скончался в окружении семьи 27 января 2022 года в возрасте 96 лет в городе Нью-Рошелл на юго-востоке штата Нью-Йорк.

## Образование
- 1948 — степень бакалавра (англ. B.S.S.), Нью-Йоркский городской колледж, Нью-Йорк, США.
- 1952 — степень магистра международных отношений (англ. M.I.A.) и доктора юридических наук (англ. J.D.), юридический факультет Колумбийского университета.

## Карьера
- 1943—1946 — служба в 36-й пехотной дивизии армии США
- 1961—1965 — Генеральный советник и связям Конгресса, Информационное агентство Соединённых Штатов[6]
- 1974—1976 — Член комитета Федерального законодательства Ассоциации адвокатов города Нью-Йорка[7]
- 1978—2000 — Член Комитета по семейному праву Американской ассоциации адвокатов[8]
- 1984—2006 — Член Совета Директоров «Говард Самуэльс» государственного управления и политического центра (CUNY)
- 1984—1986 — Вице-президент Американской академии брачных адвокатов[9]
- 1986—1989 — Член правления Американской академии брачных адвокатов — сертифицированный сотрудник[10]
- 1987—1990 — Член юридического комитета Ассоциации адвокатов города Нью-Йорка[11]
- 1991 — Действительный Советник Юстиции Американской академии адвокатов[12],
- 1995 — Член Делегации США в ООН по правам человека
- 1997—2000 — Член Совета управляющих Американской академии брачных адвокатов[10]
- с 1998 — Член Международного комитета по правам человека[13]
- с 1998 — Главный судья Административного консультативного комитета по гражданским делам[14]

### Юридическая практика
Бракоразводное законодательство Нью-Йорка признаётся специалистами одним из самых непростых в Соединённых Штатах. Специалисты по семейному праву высоко ценятся. Стенли Плезент считается одним из ведущих специалистов в этой области. На протяжении многих лет он ведёт практику в Нью-Йорке, читает лекции на семинарах и конференциях, пишет статьи. Его цитируют издания при публикации аналитики вопросов семейного права вообще и бракоразводных процессов в частности.
C 1970 года Стенли Плезент являлся одним из партнёров юридической фирмы «Squadron Ellenoff Plesent & Sheinfeld», где занимался семейным правом и, в частности, работал над бракоразводным процессом медиа-магната Руперта Мёрдока.
Стенли Плезент Управляющий партнёр и Директор «Hogan & Hartson LLP» — по юридическому профилю — представление интересов клиентов на апелляционном уровне в суде, в сложных проблемах при расторжении брачных контрактов.
С 1984 по 2006 год был членом совета директоров «Говард Самуэльс» государственного управления и политического центра (CUNY).

### Общественная деятельность
- 1974—1989 — Председатель Попечительского совета[21] Американского театра танца Элвина Эйли[англ.][22], c 1989 года — Почётный Председатель попечительского совета. Стенли Плезент, совместно с женой Глорией, выступил одним из спонсоров фильма-балета «Beyond The Steps»[23].
- Член благотворительного общества Historic Hudson Valley[англ.], одного из крупнейших в США[24].
- Будучи поклонником британского писателя Энтони Троллопа, Плезент является членом Общества Троллопа (англ. The Trollope Society)[25]. Общество Троллопа, Американская коллегия адвокатов и Институт права Кардозо в 2001 году совместно устроили чествование Плезента, к которому приурочили лекцию британского профессора и специалиста по викторианской литературе под девизом «Троллоп жив!»[18].

## Звания и награды
- В период с 1943 по 1946 год Плезент был награждён несколькими престижными военными наградами США, в частности медалью «Серебряная звезда», «Бронзовая звезда», медалью «Пурпурное сердце».
- 1997 — Член Международной академии брачных адвокатов (англ. International Academy of Matrimonial Lawyers)
- 1997 — Профессор права, Институт права Кардозо (англ. Cardozo Law School) при Иешива-университете, где читает лекции[26]. В 2001 году Институтом права была учреждена программа семейного права, которая носит имя Стенли Плезента[18].
- 2006 — премия «The Working Theater Award», вручаемая ежегодно за достижения в области искусства, общественной или профессиональной деятельности[27].

## Публикации и практические работы
- Стенли Плезент. Составление брачного договора = Preparing Matrimonial Agreements. — «Институт юридической практики»/Practicing Law Institute, 1988. — 237 с. — (Basic Practice Skills). — ISBN 978-9999056014.

Младший брат Стенли Плезента — психоаналитик. Областью применения знаний как и старший брат сделал разводы и урегулирование споров при расторжении брака, но во внесудебном порядке (англ. mediation).